# Джоб, Фрэнк
Фрэнк Уилсон Джоб (англ. Frank Wilson Jobe; 16 июля 1925, Гринсборо, Северная Каролина — 6 марта 2014, Санта-Моника, Калифорния) — американский врач-ортопед, специалист в области спортивной медицины. Фрэнк Джоб известен как автор так называемой «операции Томми Джона» по пересадке боковой связки локтевого сустава.

## Биография
Фрэнк Джоб родился в 1925 году в Северной Каролине в семье почтальона. По окончании средней школы был мобилизован в армию и в качестве сержанта медицинского обеспечения 101-й воздушно-десантной дивизии принимал участие в наступлении в Арденнах в 1945 году. Увиденная там работа полевых хирургов стала причиной его выбора профессии в мирной жизни: по окончании войны Джоб получил медицинское образование в университете Лома-Линды в Калифорнии.
После трёх лет в качестве врача-терапевта Джоб прошёл специализацию как хирург-ортопед и в 1965 году открыл с доктором Робертом Керланом ортопедическую клинику в Лос-Анджелесе (с 1985 года это учреждение носит имена основателей как Медицинская группа Керлана-Джоба). Уже в 1964 году Джоб стал медицинским консультантом бейсбольного клуба «Лос-Анджелес Доджерс», в 1968 году став штатным хирургом-ортопедом команды. В рамках работы в клинике, основанной им и Керланом, он также оперировал многочисленных спортсменов других калифорнийских клубов, в том числе «Лос-Анджелес Энджелс из Анахайма», «Лос-Анджелес Лейкерс», «Лос-Анджелес Рэмс», «Лос-Анджелес Кингз» и «Анахайм Дакс». Помимо этого Джоб вёл и академическую деятельность, занимая профессорскую должность на медицинском факультете университета Южной Калифорнии и основав Лабораторию биомеханики при региональном медицинском центре Сентинела (Лос-Анджелес), занимавшуюся изучением движений человеческого тела и разработкой упражнений, предотвращающих травмы. Одной из первых тем, поднятых в лаборатории, было функционирование мышц вращательной манжеты плеча, отвечающих за движение руки из-за головы и входящих в число мышц, наиболее часто повреждаемых при бейсбольной подаче.
Фрэнк Джоб оставался членом медицинского персонала «Доджерс» до 2008 года, когда ушёл на покой с поста медицинского директора клуба. Он умер в марте 2014 года в Санта-Монике (Калифорния), оставив после себя вдову и четверых сыновей. В последние годы его жизни неоднократно поднимался вопрос о включении его имени в списки Национального бейсбольного зала славы, но хотя в 2013 году в его честь этой организацией была организована специальная торжественная церемония, в её списках он к моменту смерти так и не появился.

## Вклад в медицину
Имя Фрэнка Джоба наиболее известно благодаря впервые проведённой им операции по пересадке боковой связки левого локтевого сустава. Разрыв этой связки представляет собой распространённую травму среди бейсбольных питчеров и долгое время приводил к практически гарантированному окончанию карьеры. Среди бейсболистов, чья карьера оборвалась из-за этой травмы, был и игрок «Доджерс», будущий член Национального бейсбольного зала славы Сэнди Коуфакс, с которым это произошло в 1966 году в возрасте 30 лет.

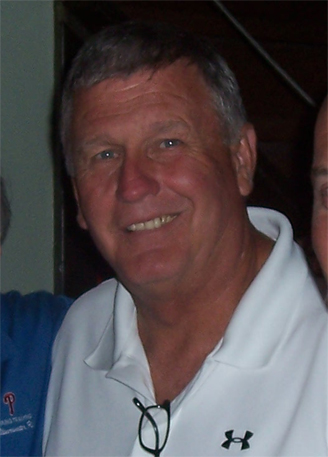
Томми Джон в 2008 году

В 1974 году жертвой такой травмы стал питчер «Доджерс» Томми Джон. К этому моменту Джон уже был одним из лучших питчеров в истории клуба и проводил блестящий сезон с ERA 2,59 в 16 матчах, однако его локтевое сухожилие не выдержало в ходе матча против «Монреаль Экспос». Традиционным подходом в это время было дать игроку отдых в надежде, что связка заживёт сама, но и через месяц Джон не был в состоянии сделать бросок. К этому моменту у Джоба созрела идея пересадки сухожилия с другой руки — схожие операции он уже осуществлял с пациентами, страдающими от полиомиелита. Однако таких операций никогда до этого не проводили с профессиональными спортсменами, чей локоть постоянно подвергается высоким нагрузкам. Джоб оценивал вероятность успешной операции как один к ста, но Томми Джон, перед которым стояла перспектива раннего окончания карьеры, дал на неё согласие.
Когда Джоб и ассистировавший ему хирург Герберт Старк вскрыли локоть Джона, оказалось, что сустав держится только на коже и нервах. В ходе операции, длившейся три часа, врачи вырезали длинную ладонную мышцу из правой руки Джона и продели её в виде восьмёрки в четыре отверстия, проделанные в костях выше и ниже локтевого сустава. В целом процедура была схожа с практиковавшейся с 1930-х годов пересадкой сухожилия при разрыве передней крестообразной связки коленного сустава, но впервые проводилась на локтевом суставе. Операция завершилась успехом — через 18 месяцев Томми Джон полностью вернулся в строй и играл до 46 лет, одержав ещё 164 победы в дополнение к 124, одержанным до травмы, и ни разу не пожаловавшись на боль в локте. Игрок конкурирующего клуба «Цинциннати Редс» Пит Роуз однажды в шутку пожаловался: «Я знаю, что Томми Джону должны были дать новую руку. Но разве обязательно было давать ему руку Сэнди Коуфакса?»
Со времени первой «операции Томми Джона», как её стали называть в дальнейшем, она была в значительной степени стандартизирована и стала рутинной в бейсбольной медицине. В клинике Керлана-Джоба этой процедуре были обучены 250 хирургов. Опрос 2013 года показал, что 124 действующих питчера профессиональных бейсбольных лиг, или примерно треть от их общего числа, успешно прошли эту операцию на том или ином этапе карьеры, а всего эта операция была сделана более чем тысяче бейсболистов. Эту операцию называли «Моной Лизой» спортивной хирургии, а самого Джоба — одним из отцов-основателей спортивной медицины, положившим конец средним векам в бейсбольной хирургии.
В 1990 году Фрэнк Джоб впервые в мире провёл ещё одну ключевую операцию в истории бейсбола — на этот раз на плечевом суставе. Пациентом был питчер Орел Хершайзер, а сама операция включала устранение повреждений хрящей и натяжку сухожилий. Данная операция не была, в отличие от предыдущей, первой в своём роде, но до этого проводилась лишь примерно с 30 пациентами, ни один из которых не был профессиональным питчером. Новизна операции, кроме того, заключалась в минимализации хирургического вмешательства: вместо полного отделения мышц для работы над хрящом, Джоб расслоил сухожилия и использовал микроскопические инструменты, а затем недавно изобретённые якорьки для крепления мускула к кости. Спортивная карьера Хершайзера после 13-месячной реабилитации успешно продолжалась ещё десять лет.
Хотя известность Джобу принесла «операция Томми Джона», для него самого предметом особой гордости были разработанные в его Биомеханической лаборатории комплексы упражнений для плеча и руки, призванные предотвращать травмы игроков. Среди бейсбольных питчеров эти комплексы носят имя «упражнения Джоба». Отмеченную многими питчерами возросшую скорость подачи коллега Джоба, хирург-ортопед Джеймс Эндрюс из Алабамы, также связывает с его системой упражнений, развивающей мускулатуру игроков в новом режиме.